# NanoMagSat
NanoMagSat est une mission spatiale de l'Agence spatiale européenne dont l'objectif est de mieux comprendre la dynamique du champ magnétique terrestre et le rôle du soleil dans le système couplé atmosphère-ionosphère-magnétosphère. NanoMagSat, comprend trois nanosatellites de type CubeSat 16U équipés de magnétomètres volant en formation. Ils doivent être placés sur une orbite terrestre basse en 2027 et 2028. La durée de la mission primaire est de 3 ans. NanoMagSat fait partie du programme Scout qui regroupe des missions à faible cout rattachées au programme d'observation de la Terre Earth Explorer de l'agence spatiale.

## Contexte
La mission spatiale SWARM de l'Agence spatiale européenne, placée en orbite en 2013 et toujours opérationnelle en 2025, avait pour objectif de cartographier le champ magnétique terrestre et d'étudier l'ionosphère. Les données recueillies ont permis d'effectuer plusieurs découvertes scientifiques sur les processus à l'origine de leur dynamiques, sur les éruptions solaires, sur la manière dont le champ magnétique structure la magnétosphère et l'ionosphère,  sur la géologie des sols situés sous la calotte glaciaire de l'Antarctique et même sur les couloirs de migration des animaux. 

## Historique
Le projet NanoMagSat est proposé à la fin des années 2010 par un consortium mené par la start-up britannique Open Cosmos, le laboratoire français Institut de Physique du Globe de Paris assurant la responsabilité scientifique de la mission. La mission se veut un successeur de la constellation SWARM tout en proposant une nouvelle approche permettant d'accroitre la résolution temporelle par un choix d'orbite différent,  d'abaisser le cout à une fraction de celui de SWARM grâce à l'utilisation de satellites miniaturisés et d'utiliser de nouveaux modes de sondage de l'ionosphère grâce à un choix d'instruments adapté. Open Cosmos est chargé de la conception de la mission et de la fabrication des satellites. Le consortium réunit également le laboratoire français CEA-LETI chargé de la conception de la charge utile et du développement des magnétomètres,  l'Université d'Oslo (Norvège) fournisseur des sondes de Langmuir ainsi que les sociétés d'ingénierie espagnoles Comet Ingenieria et Prosix Engineering fournissant le mat déployable supportant les capteurs des magnétomètres ainsi que le banc optique.  
NanoMagSat est proposée en aout 2019 à l'Agence spatiale européenne dans le cadre de son programme  Scout   qui regroupe des missions à faible cout rattachées à son programme d'observation de la Terre Earth Explorer. Une évaluation de la mission conclue en novembre 2020 à la nécessité de faire maturer certaines des technologies utilisées et en mai 2022 une enveloppe de 5,2 millions euros est allouée à cette fin. Le développement de la mission est lancé en novembre 2024 : l'Agence spatiale européenne passe contrat avec la société anglaise Open Cosmos pour la conception, la fabrication et la qualification en vol des trois nano-satellites pour un montant de 34,6 millions euros. Les 3 CubeSats doivent être lancés entre 2027 et 2028

## Objectifs scientifiques
Les données recueillies par NanoMagSat seront utilisées de plusieurs manières, notamment pour l'évaluation des risques d'éruption solaire, l'amélioration de la précision de la navigation et l'amélioration du modèle magnétique mondial. La mission a vocation à former le composant de base de la constellation à bas cout INTERMAGSAT qui a pour objectif l'observation sur le long terme de la magnétosphère et de l'ionosphère. La constellation assurera également une fonction de support au réseau INTERMAGNET qui collecte des observations du champ magnétique terrestre à l'aide de stations de mesure terrestres. 

## Caractéristiques techniques
La mission comprend  une constellation de trois satellites de type CubeSat 16U. Chaque satellite de 24 à 30 kg est équipé d'un magnétomètre absolu miniaturisé (mesure vectorielle avec une fréquence de 1 Hz et mesure scalaire et vectorielle grossière avec une fréquence de 2 kHz)) à l'extrémité d'une perche et d'un magnétomètre haute fréquence (2 kHz) à mi-chemin de la perche pour les mesures magnétiques. Il dispose également d'une sonde de Langmuir  pour mesurer la température (avec une fréquence de 1 Hz) et la densité des électrons (2 kHz) ainsi que deux récepteurs GNSS.

## Déroulement de la mission
Les trois satellites doivent être lancés séparément pour être placés sur des plans orbitaux différents. Deux d'entre eux circulent avec une inclinaison orbitale de 60° avec leurs plans orbitaux faisant un angle de 90° tandis que le troisième satellite circule sur une orbite polaire (inclinaison orbitale proche de 90°). Ils circulent à une altitude identique (575 km). La mission primaire a une durée de 3 ans.